# Luisa Porritt
Luisa Manon Porritt (Londra, 23 maggio 1987) è una politica britannica.
Nel 2019 è stata eletta europarlamentare dal partito dei Liberal Democratici.

## Biografia
Luisa Porritt si è laureata in storia alla Royal Holloway nel 2008.
La sua prima esperienza di mandato elettivo è avvenuta nel 2018, appena un anno prima della sua elezione al Parlamento europeo, quando è diventata consigliera liberaldemocratica del London Borough of Camden. È stata eletta nel distretto elettorale (ward) di Belsize con un vantaggio di soli nove voti, dopo un riconteggio.